# Rodrigo Mudrovitsch
Rodrigo Mudrovitsch é um jurista e advogado brasileiro formado pela Universidade de Brasília. É sócio-fundador do escritório de advocacia Mudrovitsch Advogados e foi eleito para o cargo de juiz da Corte Interamericana de Direitos Humanos em 2021 para o período de 2022 a 2027.
Em 2023, foi eleito vice-presidente da Corte IDH para um mandato de dois anos: de janeiro de 2024 a dezembro de 2025. 

## Carreira

### Formação
Rodrigo Mudrovitsch graduou-se em Direito pela Universidade de Brasília, onde concluiu também o mestrado em Direito Constitucional. Depois, pela Universidade de São Paulo (USP), formou-se doutor em Direito Constitucional pelo Departamento de Direito do Estado. 

### Colaborações com o Legislativo
Foi Secretário-Geral da Comissão de Juristas criada pelo então Presidente da Câmara dos Deputados responsável pela  sistematização das normas de processo constitucional. Também foi membro da Comissão de Juristas da Câmara dos Deputados instituída para elaboração de anteprojeto de reforma da Lei de Improbidade Administrativa. 
Mudrovitsch foi nomeado para integrar a comissão de juristas destinada à revisão e atualização do Código Civil brasileiro. Criada pelo Senado em setembro de 2023, a comissão é presidida pelo ministro Luis Felipe Salomão, do Superior Tribunal de Justiça, e conta com 34 membros. O trabalho da comissão é dividido em áreas, que são distribuídas entre os juristas. A Rodrigo Mudrovitsch, coube a relatoria da Parte Geral do novo Código Civil.

### Corte Interamericana de Direitos Humanos

#### 2020

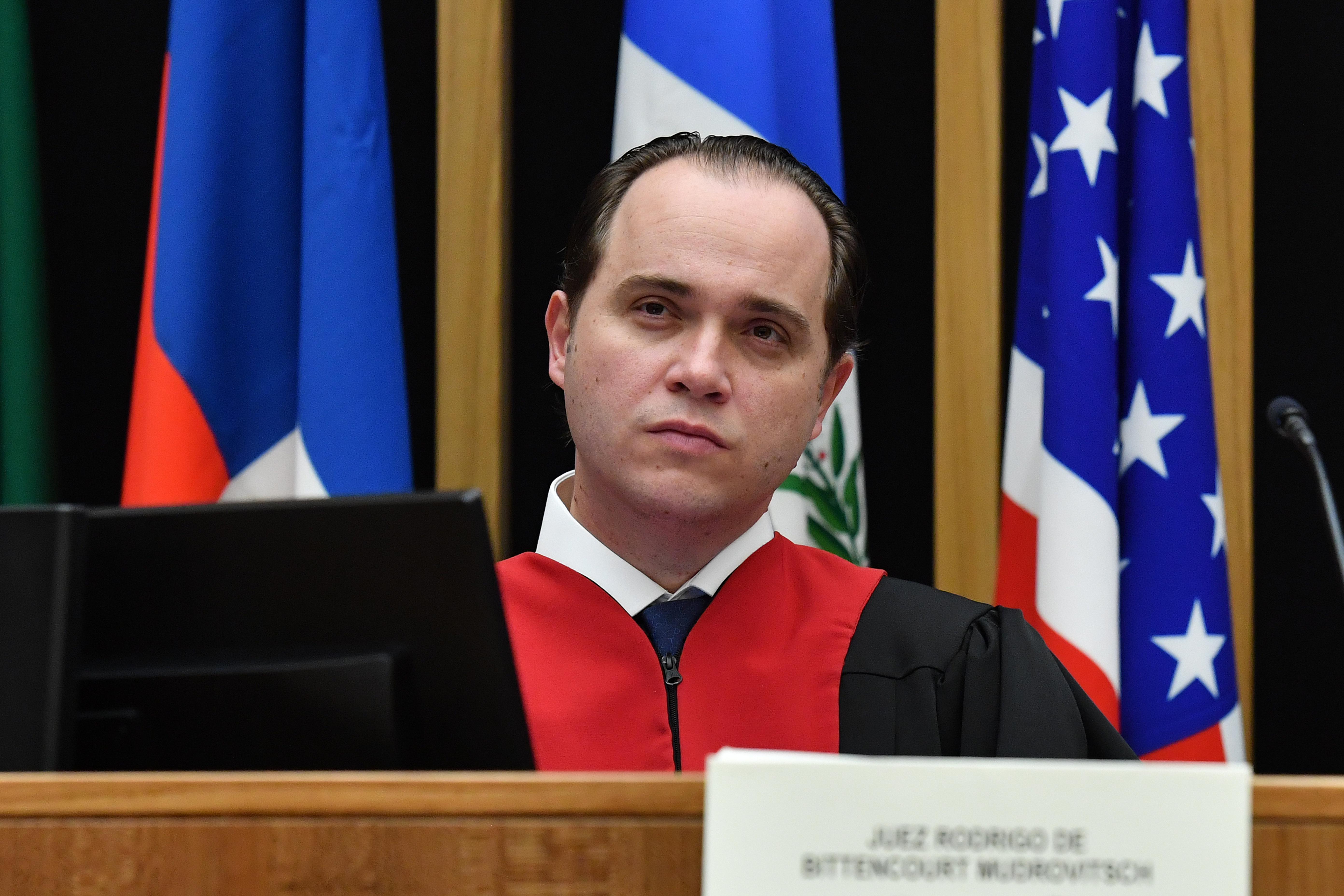
Rodrigo Mudrovitsch na audiência pública da 150ª Sessão Regular da Corte Interamericana de Direitos Humanos.

Em dezembro de 2020, foi indicado para a Corte Interamericana de Direitos Humanos (Corte IDH), contando, na ocasião, com o apoio da Presidência do Senado e de instituições como a Associação dos Magistrados Brasileiros (AMB) e a Ordem dos Advogados do Brasil (OAB). A indicação, segundo críticos, teria sido recebida com reservas por algumas entidades de direitos humanos devido à falta de experiência do jurista com o tema. Especialistas internacionais do Painel Independente, que chegaram a entrevistar o candidato, teriam avaliado que seus conhecimentos sobre direito internacional público e direitos humanos não estavam demonstrados.
Por outro lado, a candidatura recebeu 19 cartas de apoio de entidades brasileiras à sua candidatura, incluindo entidades de juristas, como a Associação dos Magistrados Brasileiros (AMB) e Associação Nacional dos Procuradores da República (ANPR); da ONG Prematuridade, organização sem fins lucrativos nacional dedicada à prevenção do parto prematuro e à garantia dos direitos dos bebês prematuros e os de suas famílias; e de acadêmicos como os professores Daniel Sarmento e Ademar Borges, diretor e membro, respectivamente, da Clínica de Direitos Fundamentais da Universidade do Estado do Rio de Janeiro (UERJ); o ex-presidente do Senado David Alcolumbre e o então presidente da Ordem dos Advogados do Brasil (OAB) Felipe Santa Cruz. Durante sua campanha, Mudrovitsch participou de comitivas internacionais com o então presidente Jair Bolsonaro e com seu vice, Hamilton Mourão, contando com o apoio do Itamaraty.

#### 2021

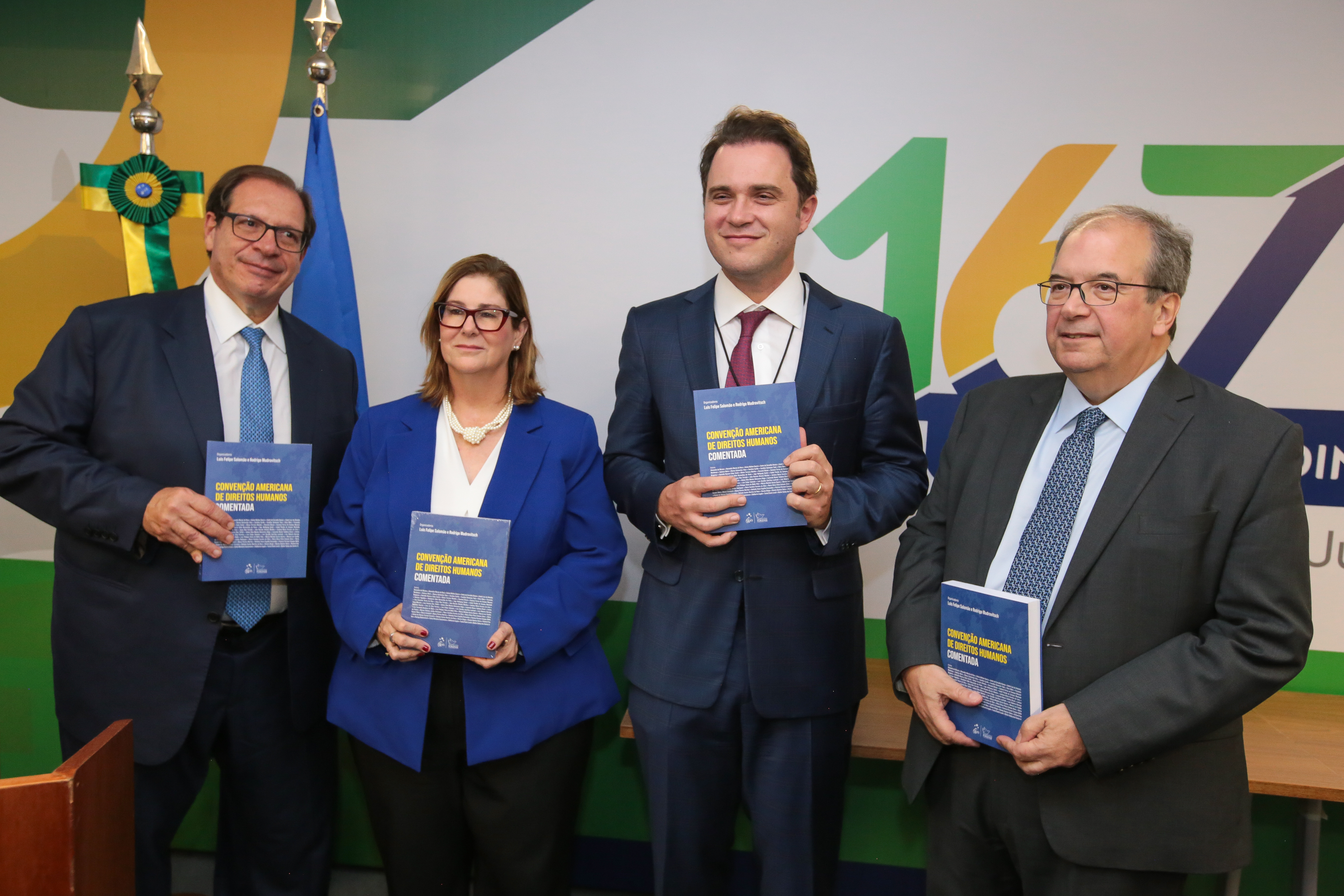
Rodrigo Mudrovitsch durante sessão de abertura do 167º Período Ordinário de Sessões da Corte IDH

No dia 12 de novembro de 2021, foi eleito, aos 36 anos, em Assembleia da Organização dos Estados Americanos (OEA), com 19 votos favoráveis, entre os 24 Estados que fazem parte da Convenção Americana sobre Direitos Humanos, para um mandato de 6 anos na Corte IDH. Essa eleição da qual participou foi considerada a mais acirrada da história do tribunal, com 9 candidatos ao cargo, tendo 2 desistido no decorrer da campanha. Rodrigo Mudrovitsch é a segunda pessoa mais jovem a ser eleita juiz da Corte Interamericana.

#### 2023
Em novembro de 2023, Mudrovitsch foi eleito, por seus pares, vice-presidente da Corte. Seu mandato, assim como o da nova presidente, Nancy Hernández, vai de 1º de janeiro de 2024 até dezembro de 2025.

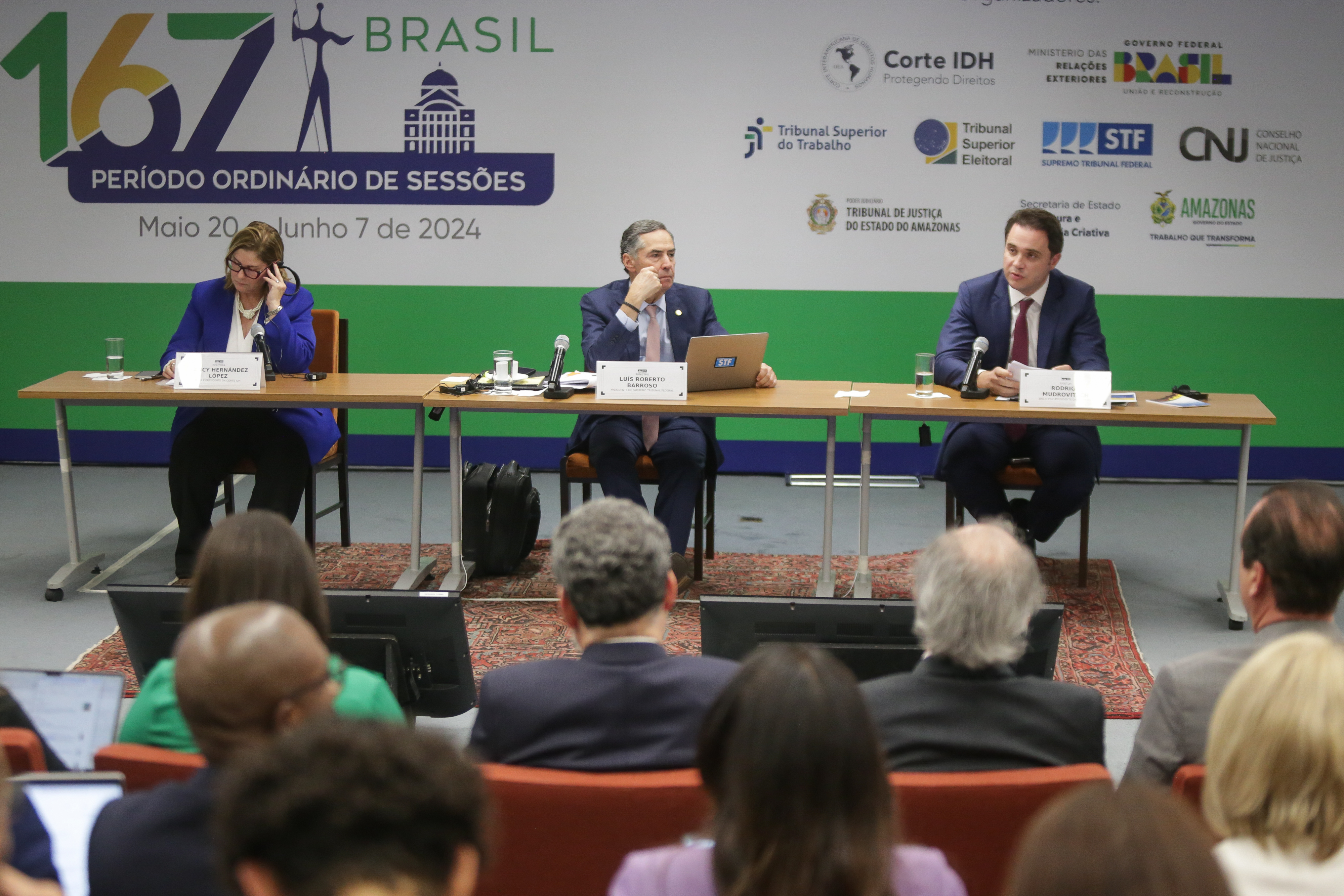
Rodrigo Mudrovitsch durante sessão de abertura do 167º Período Ordinário de Sessões da Corte IDH

#### Casos
Desde sua nomeação, Mudrovitsch participou do julgamento de dezenas de casos. Em casos paradigmáticos, elaborou votos adicionais de forma individual ou em conjunto com outros juízes, em julgados relevantes da Corte Interamericana sobre os mais variados temas, como:
- A proteção da liberdade de expressão (casos Moya Chacón vs. Costa Rica e Baraona Bray vs. Chile e Viteri Ungaretti vs. Equador),[23]
- Direitos dos povos indígenas (Comunidad Maya Q’eqchi vs. Guatemala[24], Comunidad Garifuna San Juan vs. Honduras[25], Povo U’wa vs. Colômbia[26] e Povos Rama e Kriol vs. Nicarágua[27])
- O dever de investigar, sancionar e punir os crimes de lesa-humanidade, como o desaparecimento forçado e a tortura (Caso Vega González vs. Chile[28], Ubaté e Bogotá vs. Colômbia[29], Aguas Acosta vs. Equador[30])
- Proteção às garantias judiciais (caso Reyes Mantilla vs. Equador[31])
- Legalidade no direito penal (Huilcaman Pailama vs. Chile[32])
- A afirmação dos direitos econômicos, sociais, culturais e ambientais (casos Guevara Díaz vs. Costa Rica[33] e Benites Cabrera vs. Peru[34], SUTECASA vs. Peru[35]),
- A proteção do meio ambiente (Comunidad La Oroya vs. Peru[36]),
- A garantia da independência judicial (caso Aguinaga Aillón vs. Equador, Cajahuanca Vásquez vs. Peru[37] e Gutiérrez Navas vs. Honduras[38]),
- A inviolabilidade do domicílio (caso Valencia Campos vs. Bolívia[39]),
- O combate à violência contra a mulher (Caso Angulo Losada versus Bolívia e Carrión González vs. Nicarágua[40])
- O direito à autodeterminação informativa e a proteção de defensores de direitos humanos (CAJAR vs. Colômbia[41]),
- Os direitos das crianças (Córdoba vs. Paraguai)
- A proteção dos direitos à igualdade e à não discriminação em relação a estrangeiros (caso Hendrix vs Guatemala[42]).
- Direitos políticos e eleitorais (Capriles vs. Venezuela[43] e Gadea Mantilla vs. Nicarágua[44])
- O direito ao projeto de vida (caso Pérez Lucas vs. Guatemala[45])

## Atuação como advogado

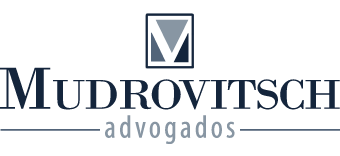
Mudrovitsch Advogados

O escritório de advocacia Mudrovitsch Advogados foi fundado em 2012 por Rodrigo Mudrovitsch, abrangendo diversas áreas do Direito, como Direito Constitucional, Direito Criminal, Direito Concorrencial, Direito Civil, com forte atuação na área de Energia. Está entre as principais bancas de advocacia do Brasil com escritórios em Brasília (DF), São Paulo (SP), Rio de Janeiro (RJ) e Porto Velho (RO).
Entre os serviços prestados pelo escritório estão consultoria preventiva, litígios especializados e estratégicos, negociações e conciliações, com foco em áreas como contratos, infraestrutura, mercado financeiro, direito da concorrência, regulação, conformidade corporativa, lei anticorrupção e acordos de leniência.
Além disso, o escritório também lida com questões relacionadas a serviços públicos, como licitações, contratos administrativos, concessões, parcerias público-privadas, bem como ações judiciais envolvendo improbidade, inquéritos civis públicos e ações civis públicas.  Na esfera criminal, o escritório possui vasta experiência em crimes econômicos, financeiros, ambientais, contra a Administração Pública, eleitorais e fraudes patrimoniais.
Como advogado, Mudrovitsch atuou em causas constitucionais relevantes no Supremo Tribunal Federal (STF). Em 2016, atuou como advogado na ADPF nº 425, a qual visava garantir a igualdade de direitos entre nacionais e estrangeiros no que se refere às garantias em matéria de prisão preventiva. 
Rodrigo Mudrovitsch também foi um dos advogados que subscreveram a ADI nº 5941, proposta em 2018. A ação pedia a declaração de inconstitucionalidade de dispositivos do Código de Processo Civil brasileiro que conferiam poderes demasiadamente amplos a magistrados para adotar medidas coercitivas em face do devedor, alegando, por exemplo, que a apreensão de passaporte ou da carteira nacional de habilitação como atos executivos atípicos enseja violação ao direito de liberdade de locomoção e à dignidade da pessoa humana.
Em 2020, Mudrovitsch foi um dos advogados que patrocinou a ADPF nº 6.327 que visava ampliar a licença maternidade em casos que se faz necessária a internação da mãe ou do recém-nascido após o parto. A ação, que pleiteava que o STF conferisse ao parágrafo 1º do artigo 392 da Consolidação das Leis do Trabalho e ao artigo 71 da Lei 8.213/1991 interpretação conforme a Constituição, foi julgada procedente por unanimidade, em 2022. O STF definiu que deve-se considerar como termo inicial da licença-maternidade e do respectivo salário-maternidade a alta hospitalar do recém-nascido e/ou de sua mãe, o que ocorrer por último, prorrogando-se em todo o período o benefício, quando o período de internação exceder a duas semanas.
O escritório de Mudrovitsch atuou ainda na ADI nº 6.359 e na ADI nº 6.379, propostas em 2020, durante a pandemia de COVID-19. Ambas visavam contribuir com a proteção da cidadania e dos direitos fundamentais da população diante daquele contexto de calamidade pública.
Enquanto advogado, também representou clientes renomados, como os empresários Eike Batista e Jacob Barata Filho. Seu escritório cresceu consideravelmente durante a operação Lava Jato, quando chegou a ter 10 clientes investigados, entre eles os senadores petistas Lindberg Farias e Gleisi Hoffman e a empresa Odebretch.
Teve longa relação acadêmica e profissional com Gilmar Mendes, ministro do STF, que foi seu orientador de mestrado em 2013. Posteriormente, atuou como advogado do ministro e foi contratado como professor no Instituto Brasiliense de Direito Público, que pertence a Gilmar Mendes. A relação suscitou críticas quando Mudrovitsch representou a Aprosoja Brasil, associação ruralista, em processo que tramitava no STF.

## Prêmios
O escritório Mudrovitsch Advogados recebeu diversos prêmios e reconhecimentos, incluindo a participação no ranking do guia Chambers and Partners Latin America 2021, The Legal 500 Latin America 2021, Analise Advocacia 500, The Legal 500 Latin America 2022 e Leaders League 2021, em diversas categorias como resolução de disputas, direito público, direito concorrencial e crimes de colarinho branco.

## Lista de obras
- 2024 – Convenção Americana de Direitos Humanos Comentada, Editora Gen/Forense, Coautoria com vários autores, coordenado em conjunto com Luis Felipe Salomão, ISBN 9788530995003 [64]
- 2023 - Lei Anticorrupção em Debate - Balanço de seus 10 Anos - Biblioteca IDP, Editora Juruá, Coautoria com Giuseppe Giamundo Neto e Roberto Ricomini Piccelli, ISBN 9786526306192[65]
- 2022 - Lei de Improbidade Administrativa Comentada, Editora Lumen Juris, Coautoria com Guilherme Pupe Da Nóbrega, ISBN 9788551919088 [66]
- 2021 - Comentários À Lei De Improbidade Administrativa E Ao Projeto De Sua Reforma, Editora Lumen Juris, Coautoria com Guilherme Pupe Da Nóbrega, ISBN 9786555107593[67]
- 2020 - Questões Jurídicas Atuais sob Novas Perspectivas, Editora Lumen Juris, Coautoria com Guilherme Pupe Da Nóbrega, ISBN 9786555100266[68]
- 2018 – Democracia e Governo Representativo no Brasil, Editora Lumen Juris, ISBN 9788551909874[69]
- 2017 – Assembleia Nacional Constituinte de 1987-1988: Análise crítica, Editora Saraiva Jur, Coautoria de vários autores, coordenado em conjunto com Gilmar Ferreira Mendes, ISBN 97885472-06321[70]
- 2016 - Jurisdição constitucional, Editora Saraiva Jur, Coautoria de vários autores Compilado por Rodrigo Bittencourt Mudrovitsch, Jorge Octávio Lavocat Galvão e Gilmar Ferreira Mendes, ISBN 9788547206352[71]
- 2016 - Manual dos Direitos da Pessoa Idosa, Editora‎ Saraiva Jur, Coautoria com George Salomão Leite, Gilmar Ferreira Mendes e Glauco Salomão Leite, ISBN 9788547212223[72]
- 2014 - Desentrincheiramento da Jurisdição Constitucional, Editora Saraiva Jur, ISBN ‎9788502230521[73]